# 피노토리네세
피노 토리네세(이탈리아어: Pino Torinese)는 이탈리아 피에몬테주 토리노 광역시의 코무네로, 토리노에서 남동쪽으로 약 6km(4mi) 정도 떨어져 있다.
피노 토리네세는 토리노, 발디세로 토리네세, 키에리, 페체토 토리네세, 캄비아노와 접해 있다.
1759년에 만들어진 토리노 천문대가 위치해 있다.